# Jacqueline Lelong-Ferrand
Jacqueline Lelong-Ferrand (Alès, 17 de fevereiro de 1918 – Sceaux, Hauts-de-Seine, 26 de abril de 2014) foi uma matemática francesa, que trabalhou com teoria de representação conforme, teoria do potencial e variedades de Riemann. Lecionou nas universidades em Caen, Lille e Paris.

## Educação e carreira
Ferrand nasceu em Alès, filha de um professor clássico, e frequentou a escola secundária em Nîmes. Em 1936 a Escola Normal Superior de Paris começou a admitir mulheres, e ela foi uma das primeiras a se inscrever e ser aceita. Em 1939 ela e Roger Apéry foram os primeiros colocados na agrégation matemática; ela começou a lecionar em uma escola para mulheres em Sèvres, continuando a fazer pesquisa matemática sob a supervisão de Arnaud Denjoy, publicando três artigos em 1941 e defendendo sua tese de doutorado em 1942. Em 1943 recebeu o Prix Girbal Barral da Académie des Sciences, e tornou-se professora da Universidade de Bordeaux. Em 1945 foi para a Universidade de Caen, em 1948 obteve uma cátedra na Universidade de Lille em 1956 foi professora da Universidade de Paris. Aposentou-se em 1984.

## Contribuições
Ferrand publicou aproximadamente 100 artigos matemáticos, incluindo dez livros, e foi ativa em pesquisas matemáticas no final da década de 1970. Uma de suas realizações, em 1971, foi provar que o grupo dos mapeamentos conformes de uma variedade de Riemann não esférica é compacta, resolvendo uma conjectura de André Lichnerowicz, e com base neste trabalho foi palestrante convidada do Congresso Internacional de Matemáticos em Vancouver (1974: Problèmes de géométrie conforme).
Recebeu o Prix Servant de 1974 da Académie des Sciences.

## Obras
- Représentation conforme et transformations à intégrale de Dirichlet bornée, Gauthier-Villars, Paris 1955
- com Jean-Marie Arnaudiès Cours de Mathématiques, 4 Volumes, Dunod, a partir de 1971 (diversas edições, Volume 1 Algèbre, Volume 2 Géométrie et cinématique, Volume 3 Analyse, Volume 4 Equations différentielles, intégrales multiples, fonctions holomorphes)
- Les fondaments de la géometrie, Presses Universitaires de France, 1986
- Géometrie differentielle (tenseurs, formes différentielles), Masson 1963
- Transformations conformes et quasi-conformes des variétés riemanniennes compactes (démonstration de la conjecture de A. Lichnerowicz). Acad. Roy. Belg. Cl. Sci. Mém. Coll. in–8deg (2) 39, no. 5, 44 pp. (1971).
- The action of conformal transformations on a Riemannian manifold. Math. Ann. 304 (1996), no. 2, 277–291.

## Vida pessoal
Casou com o matemático Pierre Lelong em 1947, juntando seu sobrenome ao seu em suas publicações subsequentes até a separação do casal em 1977.